# 1954 في النرويج
فيما يلي قوائم الأحداث التي وقعت خلال عام 1954 في النرويج.

## سياسة

### تعيين في المنصب
- 1 يناير – أندرياس هولم نائب عضو برلمان النرويج  [لغات أخرى]‏.
- 1 يناير – أوتو داهل عضو برلمان النرويج  [لغات أخرى]‏.
- 1 يناير – أودفار نوردلي نائب عضو برلمان النرويج  [لغات أخرى]‏.
- 1 يناير – أولاف سورينسن عضو برلمان النرويج  [لغات أخرى]‏.
- 1 يناير – أولاف ميسدالشاغين عضو برلمان النرويج  [لغات أخرى]‏.
- 1 يناير – أينار غارهاردسن عضو برلمان النرويج  [لغات أخرى]‏، President of the Parliament of Norway  [لغات أخرى]‏.
- 1 يناير – بيدير ياكوبسن عضو برلمان النرويج  [لغات أخرى]‏.
- 1 يناير – تريغفه براتلي عضو برلمان النرويج  [لغات أخرى]‏.
- 1 يناير – جاكوب مارتن بيترسن عضو برلمان النرويج  [لغات أخرى]‏.
- 1 يناير – جون أندرسن عضو برلمان النرويج  [لغات أخرى]‏.
- 1 يناير – غونار ألف لارسن نائب عضو برلمان النرويج  [لغات أخرى]‏،عضو برلمان النرويج  [لغات أخرى]‏.
- 1 يناير – كارل فيغو لانج نائب عضو برلمان النرويج  [لغات أخرى]‏.
- 1 يناير – كارل هنري نائب عضو برلمان النرويج  [لغات أخرى]‏،عضو برلمان النرويج  [لغات أخرى]‏.
- 1 يناير – كريستيان ألفرد همر نائب عضو برلمان النرويج  [لغات أخرى]‏.
- 1 يناير – كريستيان إل. هولم عضو برلمان النرويج  [لغات أخرى]‏.
- 1 يناير – نيلس كريستين جاكوبسن عضو برلمان النرويج  [لغات أخرى]‏.
- 1 يناير – هاري هانسن نائب عضو برلمان النرويج  [لغات أخرى]‏.
- 1 يناير – هانس بيرغ عضو برلمان النرويج  [لغات أخرى]‏.
- 1 يناير – هنري جاكوبسن عضو برلمان النرويج  [لغات أخرى]‏.

### انتهاء فترة المنصب
- 10 يناير – كارل هنري عضو برلمان النرويج  [لغات أخرى]‏.

## رياضة
- 1 يناير – كأس النرويج 1954 الفائز نادي شايد.

## مواليد

### يناير
- 1 يناير – شتاين براثن درّاج طريق نرويجي.
- 14 يناير – غونار أندرياس بيرغ
- 27 يناير – ليف هولغر لارسن دبلوماسي نرويجي.

### فبراير
- 14 فبراير – بير كريستيان إليفسن ممثل نرويجي.

### مارس
- 17 مارس – توم جاكوبسن لاعب كرة قدم.

### أبريل
- 15 أبريل – روار هاغن فنان نرويجي.
- 20 أبريل – أوف ويسلاف سبّاح نرويجي.
- 28 أبريل – فرانك ياكوبسن

### مايو
- 6 مايو – كنوت ماغنوس اولسن سياسي نرويجي.
- 24 مايو – بيورن داهل لاعب كرة قدم نرويجي.

### يوليو
- 21 يوليو – أوتو جسبرسن

### سبتمبر
- 4 سبتمبر – راسموس هانسون
- 8 سبتمبر – هانس فريدريك جاكوبسن موسيقي نرويجي.
- 20 سبتمبر – آرنه بليكس صحفي نرويجي.
- 23 سبتمبر – إيدار ليند كاتب نرويجي.

### نوفمبر
- 6 نوفمبر – كارين فوسام كاتبة نرويجية.

### ديسمبر
- 26 ديسمبر – روي ياكوبسن مؤلف نرويجي.

## وفيات

### أبريل
- 25 أبريل – هيلمار كراغ (مواليد 1867)

### سبتمبر
- 12 سبتمبر – سيغريد بو (مواليد 1898) كاتبة نرويجية.

### أكتوبر
- 11 أكتوبر – أوسكار ألبرت يونسن (مواليد 1876)
- 26 أكتوبر – لودفيغ هوب (مواليد 1871) كاتب نرويجي.